# Битва під Жовквою
Бої під Жовквою відбувалися в часі польсько-української війни (1918—1919) років між Українською Галицькою армією і польськими військами, найбільш активно — з 6 по 11 січня 1919 року.

## Перебіг бойових дій
1 січня 1919 року Юзеф Пілсудський віддав наказ командирові створеної оперативної групи «Буг» генералові Яну Ромеру розгромити і знищити українські сили між Рава-Руською, Жовквою та річкою Буг, планується раптовий удар на півночі і північному сході від Львова, для оволодіння лінії Рава-Руська — Жовква — Львів. Загальна чисельність групи «Буг» налічувала в тому часі понад 6 тисяч вояків.
Головний удар польські сили на Різдво завдали на Жовкву — Куликів — Львів із метою розгромити групу УГА «Північ» й оволодіти трикутником Рава-Руська — Куликів — Яворів. Спроба групи УГА Б. Шашкевича зупинити наступ контрударом з Пристані не вдалася. 7 піхотних батальйонів, 3 ескадрони уланів і 3 артилерійські батареї групи полковника Кулінського атакували оборону українців на відтинку Липник-Гійче і розгорнули наступ на Жовкву. Спроби сил Курмановича зупинити польський наступ контрударами групи Шашкевича з Пристані не були успішними. Тільки на правому фланзі, де діями керував безпосередньо Курманович, вдалося відбити захоплений 8 січня поляками Угнів і відкинути на рубіж Річки-Забір'я; вранці передові польські частини наблизилися до Жовкви.
Єдиною військовою частиною в місті був запасний курінь Яблонського. Курманович рішив не кидати на вірну загибель невишколених молодих стрільців та наказав залишити Жовкву й відійти на Зіболки; водночас, активно діючи на флангах, вояки УГА не дозволили полякам розширити вузький коридор прориву. Спробу частин польської залоги Львова просунутись у бік Куликова вояки Курмановича зірвали контрударом козацького загону отамана А. Долуда і сотні УСС поручника В. Левицького. Група польських військ полковника Кулінського захопила Жовкву, Куликів і прорвалася до Львова. Уже 8 січня за наказом командира групи «Північ» частини під командуванням Івана Коссака, Ярослава Пастернака, О. Яблонського атакували Жовкву і в короткотривалому бою визволили місто, захопивши 50 полонених, 17 скорострілів, 5 автомашин, гармати, інше військове майно.
Діями загону Долуда і 1-го куреня 10-ї бригади М. Клемкевича у запеклому бою під Добросином завдано полякам відчутної поразки й відкинуто на Раву-Руську, відновлено і закріплено північне крило українсько-польського фронту.
10 січня об'єднані загони УГА Долуда і Володимира Секунди відбили Дубляни й відкинули поляків до Львова. З тяжкими втратами польські сили полишають наступ на Угринів, заломився теж випад львівської залоги в напрямі підльвівських Кожич і Домажира. Не встигнувши опанувати залізничої лінії Рава Руська — Львів, не відтягли поляки українських частин з-під Львова.
Під Жовквою був залучений 5-й артилерійський полк, до нього приєдналася батарея важких 152-мм гавбиць поручника В. Клодницького, яка прибула із Чорткова.
Назначену на день 14 січня польську офензиву випередив уже 11 січня новий український наступ на Львів. УГА захопила частину польських обозів зі зброєю, котрі прямували на осаджений Львів.
Проте бойові дії зазначеними числами місяця не закінчувалися. Так, панцерка «Люся» брала участь у бою 15 січня під Великим Любенем, допомігши стрільцям оволодіти Зашковичами та Бучалами. Цей успіх значною мірою зумовив невдачу широкомасштабної наступальної операції польського командування, яка розгорталася південніше Львова.